# Пентастаннид дилития
Пентастанни́д дили́тия — бинарное неорганическое соединение, интерметаллид
олова и лития
с формулой Li2Sn5,
кристаллы.

## Получение
- Сплавление стехиометрических количеств чистых веществ:

{\displaystyle {\mathsf {2Li+5Sn\ {\xrightarrow {326^{o}C}}\ Li_{2}Sn_{5}}}}

## Физические свойства
Пентастаннид дилития образует кристаллы тетрагональная сингония, пространственная группа P 4/mbm, параметры ячейки a = 1,0274 нм, c = 0,3125 нм, структура типа димарганецпентартути Hg5Mn2.
Соединение конгруэнтно плавится при температуре 326 °C.